# Slavíkovy ostrovy

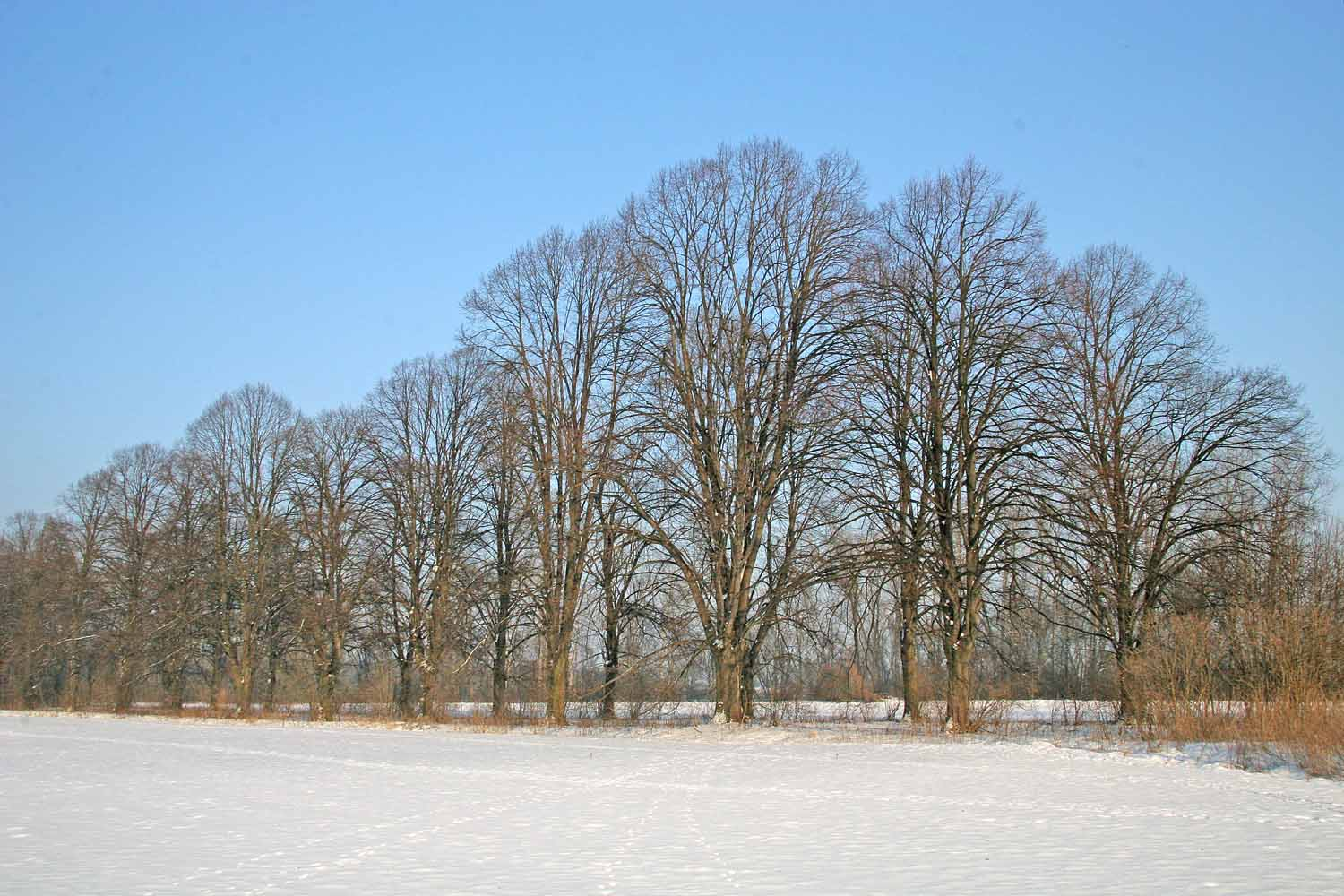
Památná lipová alej na Slavíkových ostrovech

Slavíkovy ostrovy jsou rekreační lokalitou u města Přelouče. Slavíkovy ostrovy nejsou ostrovem v pravém smyslu slova. Tento název se vžil pro lokalitu, která vznikla při regulaci Labe severně od města Přelouče. Prostor je z jihu ohraničen umělým korytem regulovaného Labe, z ostatních stran pak jeho slepým ramenem při regulaci vzniklým či jeho zazemněnými pozůstatky. Nadmořská výška se pohybuje mezi 204 a 210 metry.

## Přístupnost
Prostor Slavíkových ostrovů není obsluhován silniční komunikací. Silniční vozidla se sem dostanou polní cestou vedoucí od východu po pravém břehu Labe, další polní cesta je vedena od obce Břehy. S vlastní Přeloučí jsou Slavíkovy ostrovy spojeny pouze lávkou pro pěší. Po ní je vedena i červená turistická značená trasa 0434, která poté lokalitou prochází severním směrem a opouští jí po zemním náspu, který je nasypán v severním ohybu slepého ramene, směrem na Semín. Po obvodu vlastního mrtvého ramene Labe prochází pěšina.

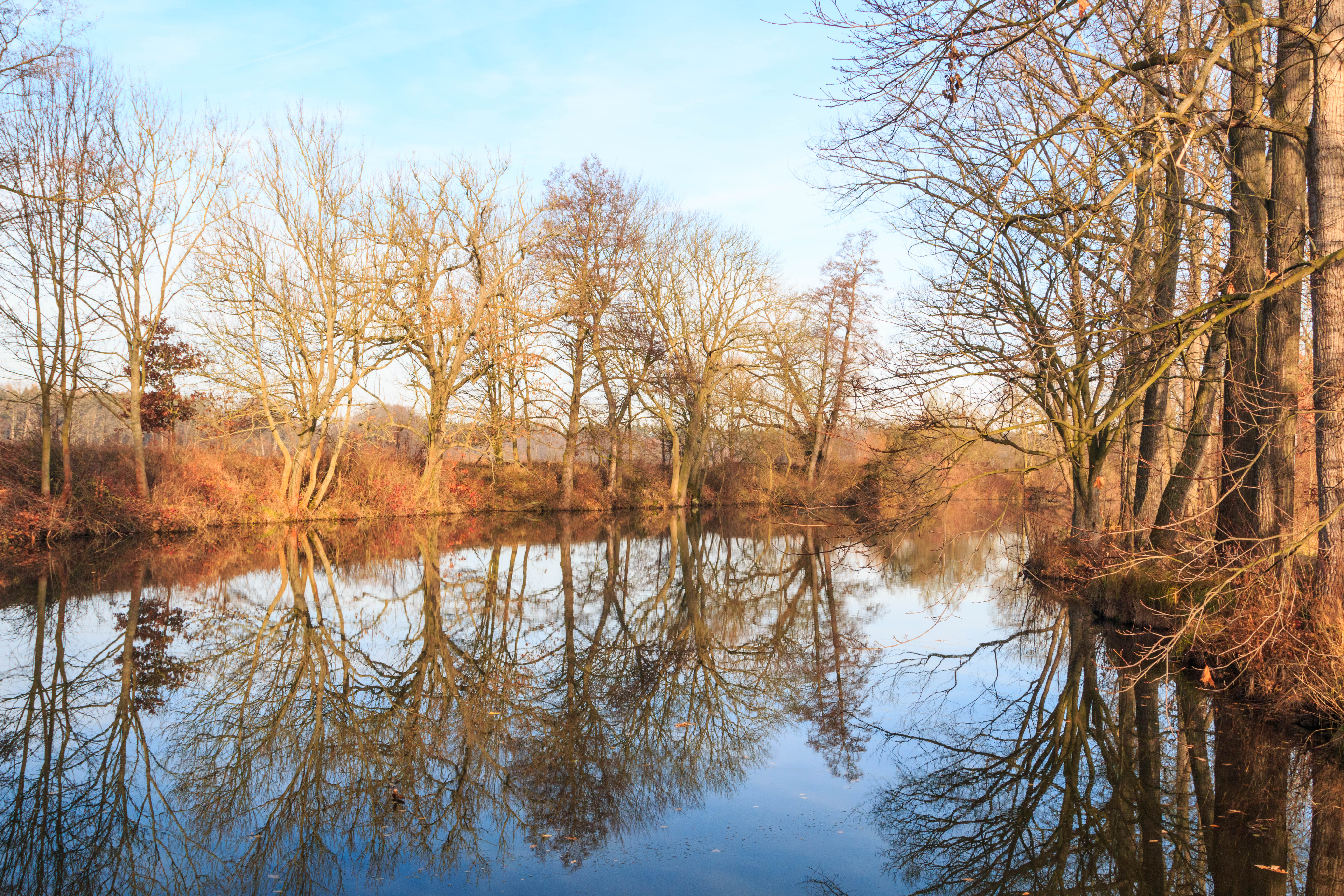
Mrtvé rameno Labe u Slavíkových ostrovů
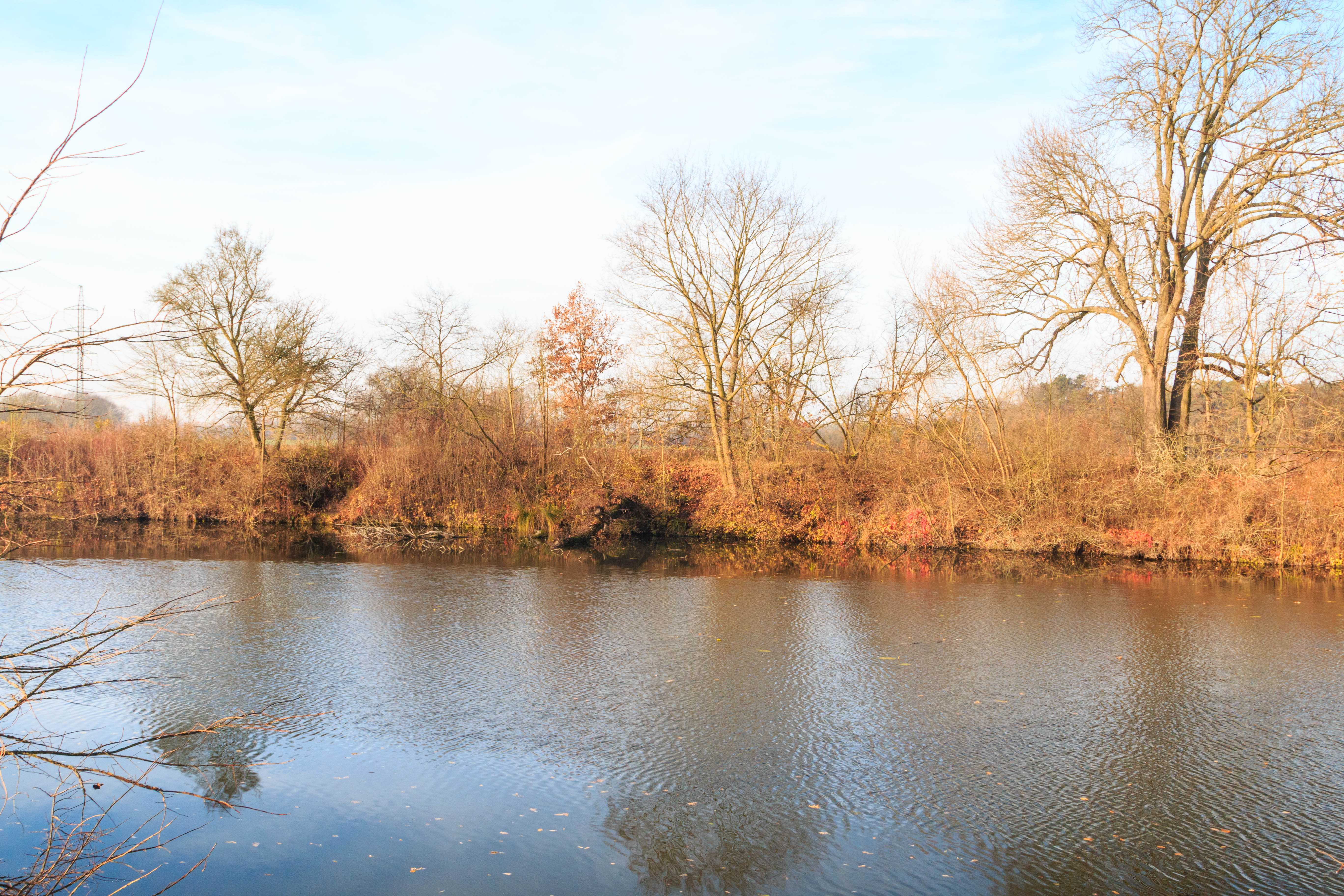
Mrtvé rameno Labe u Slavíkových ostrovů
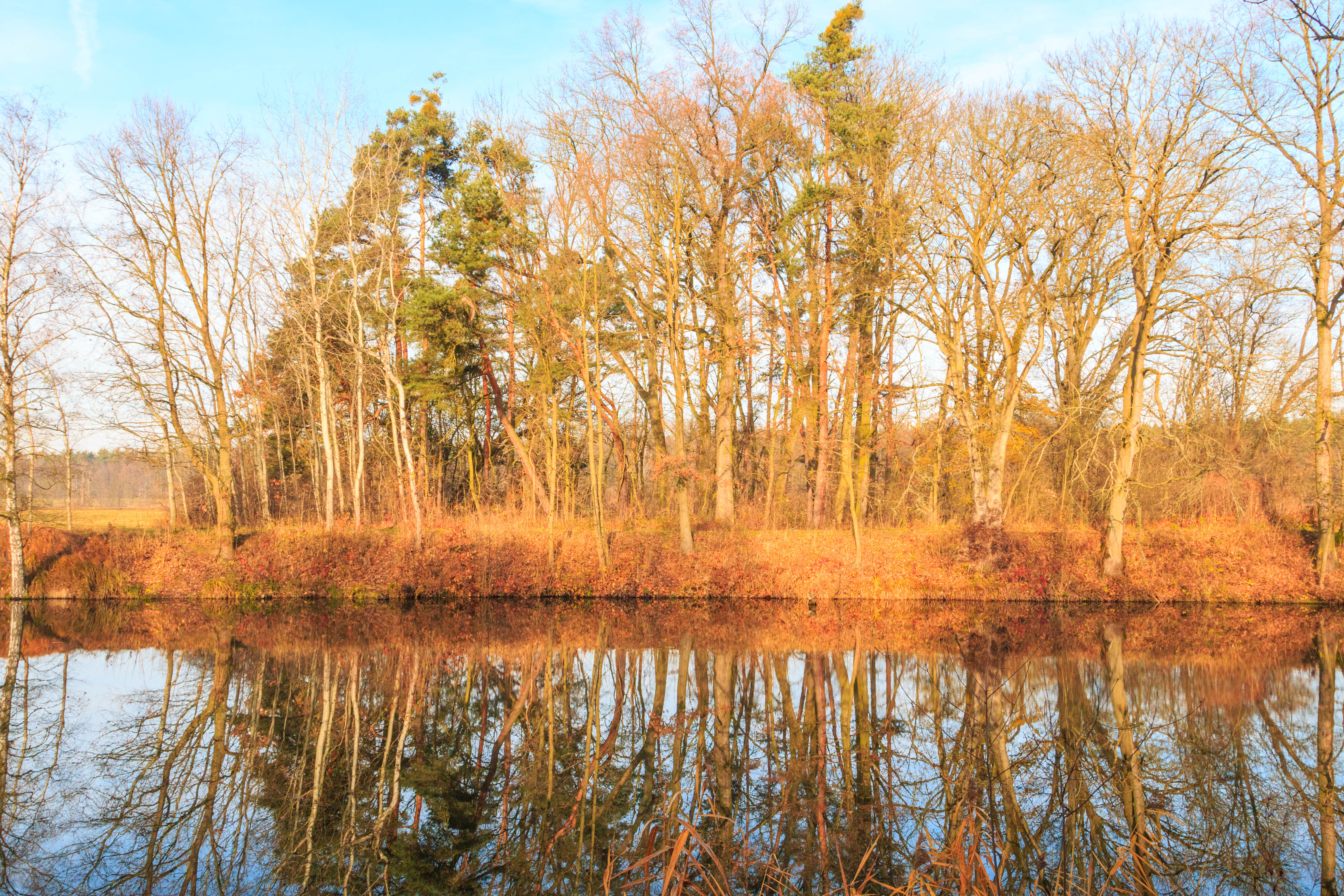
Mrtvé rameno Labe u Slavíkových ostrovů
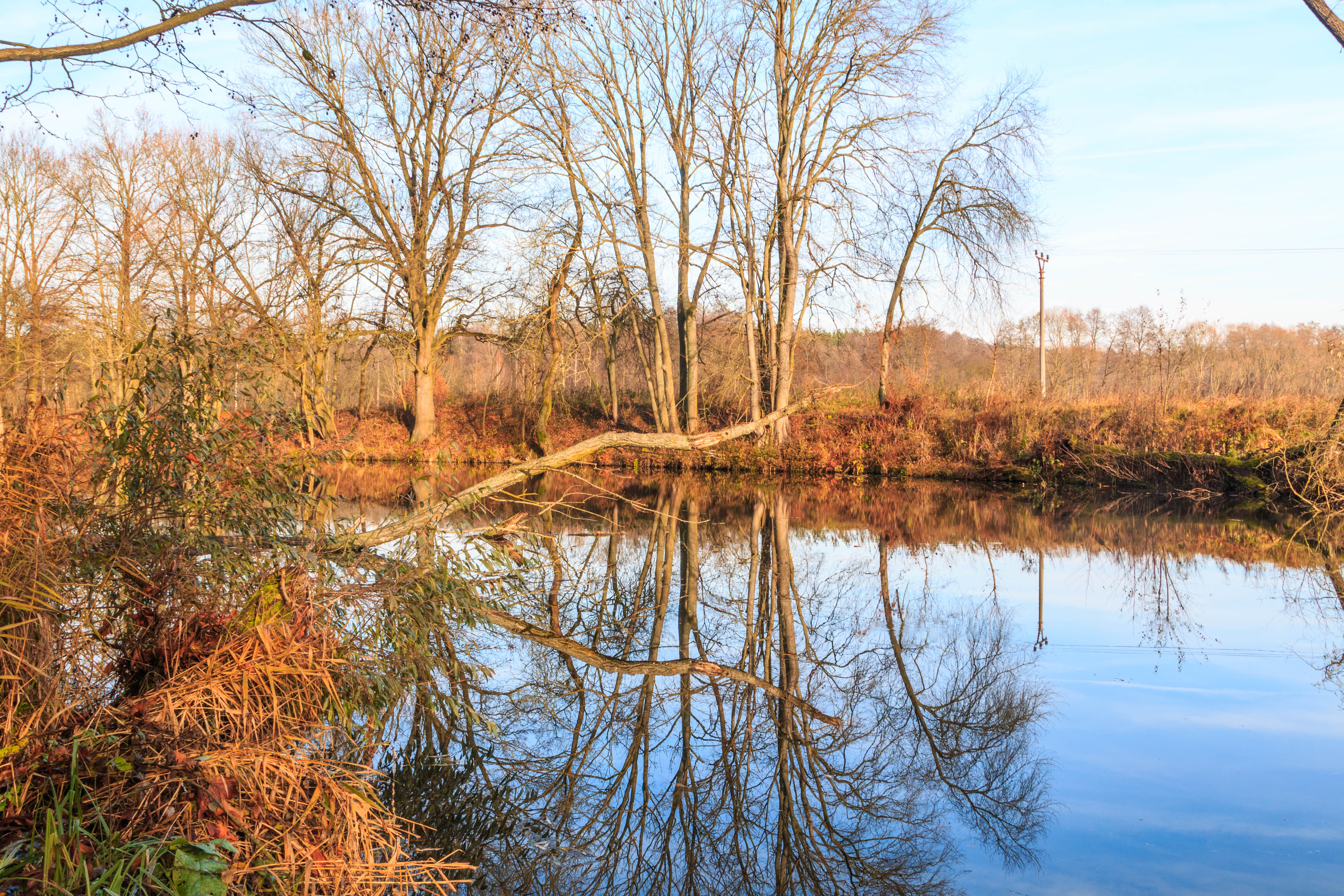
Mrtvé rameno Labe u Slavíkových ostrovů

## Využití
Slavíkovy ostrovy jsou rekreační lokalitou Přelouče. V minulosti[kdy?] bylo významné jejich sportovní využití. Nachází se zde bývalé ragbyové hřiště, které bylo opuštěno po vystavění nového v přeloučském městském parku. Využíváno již není ani městské koupaliště, které zarůstá vegetací. Využit je již jen areál kynologického cvičiště na východním okraji ostrovů. Po opuštění sportovišť jsou Slavíkovy ostrovy využívány více jako klidová zóna, čemuž napomáhá i instalace laviček.

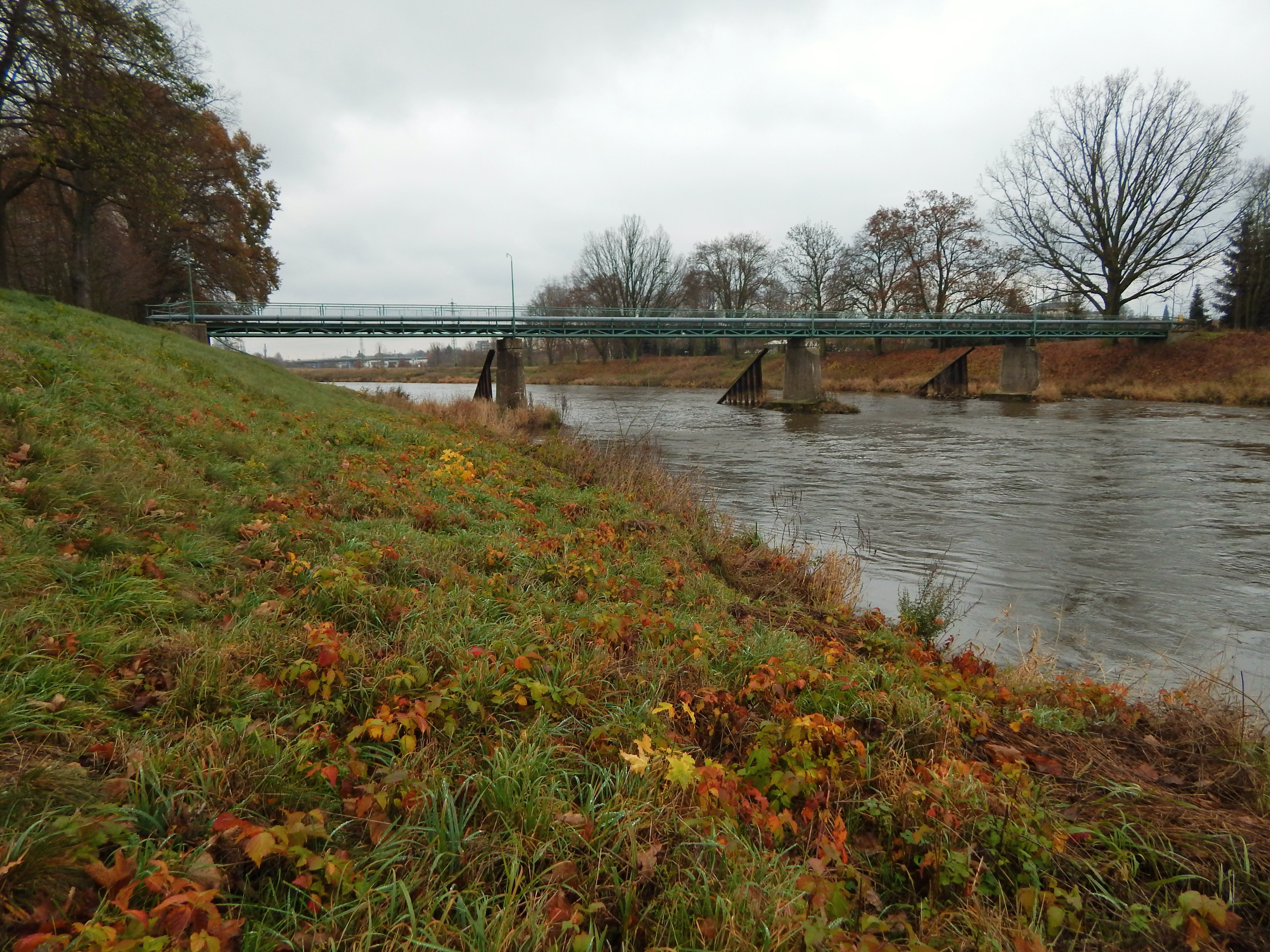
Pěší lávka na Slavíkovy ostrovy.
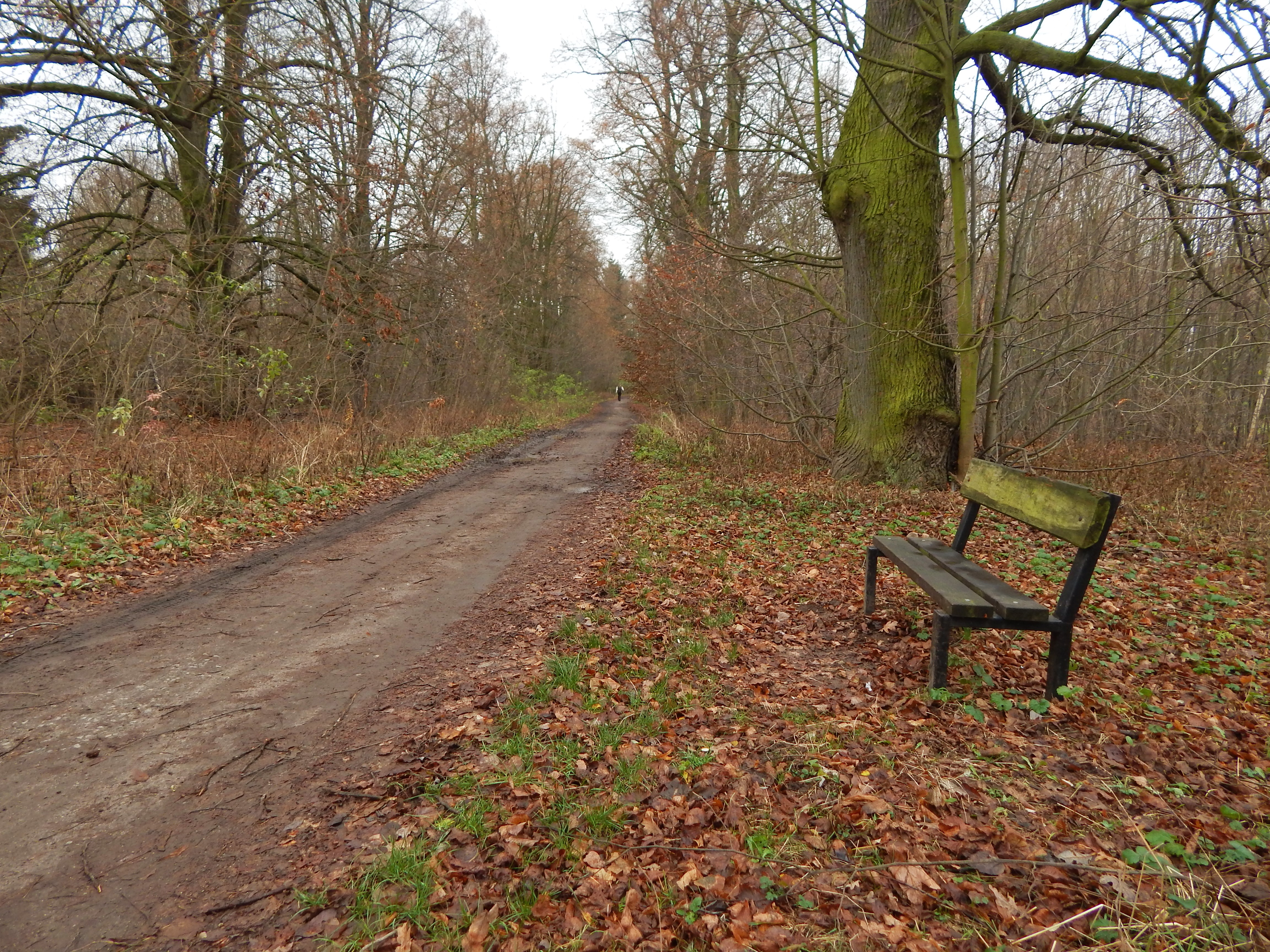
Cesta přes ostrovy.
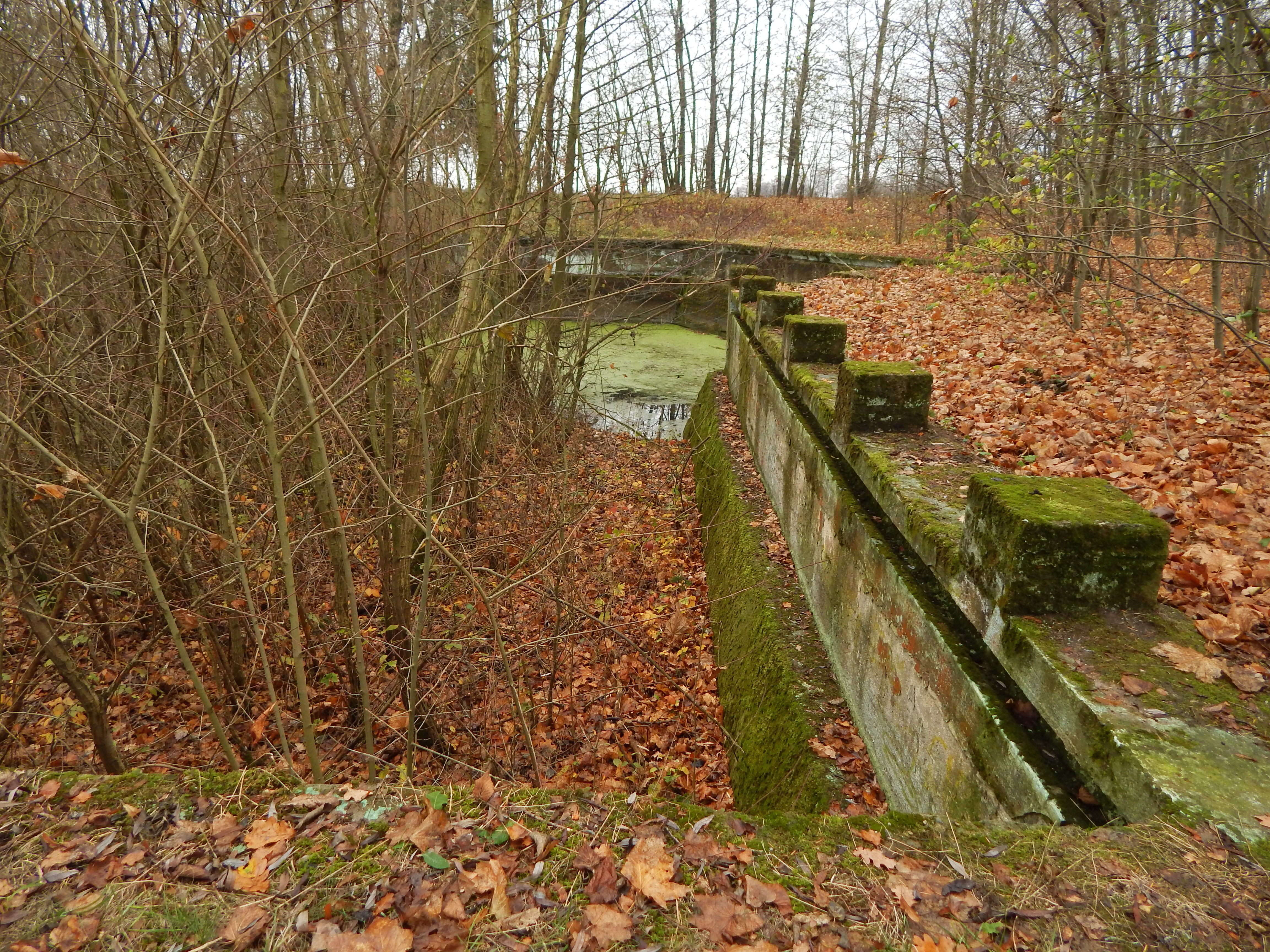
Torzo koupaliště na Slavíkových ostrovech.

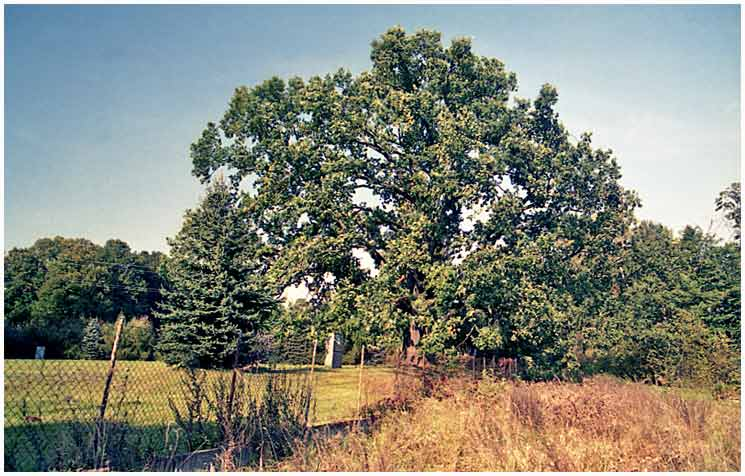
Dub u bývalého koupaliště

## Přírodní zajímavosti
Vnitřní prostor ostrovů vyplňují zejména louky, nevelká pole a izolované lesíky. Souvislý pás stromových porostů lemuje slepé rameno a břeh Labe. Cesta vytvářející severojižní osu je z obou stran lemována chráněnou lipovou alejí, v prostoru se nachází i dvojice státem chráněných dubů, první dub se nachází u slepého ramene, druhý dub pak u bývalého koupaliště. Ze vzácných druhů hmyzu zde žije modrásek bahenní, který je chráněn úmluvou Natura 2000, dále modrásek očkovaný, lesák rumělkový a páchník hnědý. Mezi chráněné zde vyskytující se druhy patří i plšík lískový, vydra říční, bramborníček hnědý, koroptev polní, potápka malá a ťuhýk šedý.

## Plavební kanál
V rámci kontroverzních snah o splavnění Labe z Chvaletic do Pardubic je plánováno vybudování nového plavebního kanálu přímo přes Slavíkovy ostrovy. Uskutečnění tohoto projektu by znamenalo jejich praktickou likvidaci. Spory o tuto stavbu již probíhají řadu let. Zastánci argumentují hospodářským přínosem projektu, odpůrci toto zpochybňují a opírají se o i existenci zmíněných chráněných druhů a o rekreační význam pro obyvatelstvo nedalekého města. V březnu roku 2016 se rozhodlo Ministerstvo životního prostředí ČR vyhovět námitkám ekologických sdružení a  přesunout povolovací agendu zamýšlené vodní stavby do pravomoci Královéhradeckého kraje, aby byla vyloučena eventuální podjatost ze strany pardubického hejtmanství.
2. května 2016 vláda ČR na svém zasedání sice schválila zařazení cenného území na dolním toku Labe do evropského projektu Natura 2000, avšak otázka Slavíkových ostrovů byla opět odsunuta – ministr životního prostředí Richard Brabec, který zde předložil návrh na schválení tohoto území coby Evropsky významné lokality, byl v této věci přehlasován. Ač původně zařazení Slavíkových ostrovů do soustavy Natura 2000 navrhla sama Česká republika, nyní jí za nesplnění tohoto úkolu hrozí sankce ze strany Evropské unie.